# 무라이 쿠니오
무라이 쿠니오는 《GTO (만화)》에 등장하는 등장인물으로, 구 정발판 명칭은 촌정.

## 소개
- 무라이 쿠니오(촌정) - 성우: 세키 토모카즈 / 신용우, 이지영(어린 시절)[1]

세이린학원의 남학생으로 후지요시(등길)와 쿠사노(초야)와 같이 다닌다. 20대 후반처럼 보이는 30대 젊은엄마 밑에서 자란 소년. 사실 엄마가 중학교 때 덜컥 임신하고 낳아서 미혼모의 몸으로 혼자 키운 아들이다. 때문에 어머니의 나이는 27세, 쿠니오의 나이는 14세이다. 처음에는 오니즈카를 싫어하였으며 특히 오니즈카가 자신의 어머니를 은근슬쩍 보면 못하는 마마보이다.화를 잘 내고 성질이 급한 것이 흠이지만,그만큼 속정도 많다.